# Vaux-sur-Eure

Vaux-sur-Eure este o comună în departamentul Eure, Franța. În 1 ianuarie 2022 avea o populație de 271 de locuitori.